# Московски метрополен регион
Московският метрополен регион, или Московски столичен регион, е метрополен регион в европейската част на Русия. Намира се в часова зона UTC+3.
Той е 15-ият по население метрополен регион в света и най-големият в Европа и Русия. Населението му е около 15 000 000 жители.
Включва Москва - най-големия град и столица на Русия, селища от административно-териториалната единица Москва - град от федерално значение на Руската федерация, както и свързани съседни селища, които административно са част от околната Московска област.
МПС кодовете на автомобилите от метрополния регион са 50, 90, 150; 190, 250, 77, 99, 97, 177, 199, 197, 277.